# 1926 في فلسطين الانتدابية
أحداث عام 1926 في الانتداب البريطاني على فلسطين.

## أصحاب المناصب
- المفوض السامي هربرت أونسلو بلومر.
- أمير شرق الأردن- عبد الله بن الحسين.
- رئيس وزراء شرق الأردن - علي رضا باشا الركابي حتى 26 حزيران/يونيو. ثم خلفه حسن خالد أبو الهدى.

## الأحداث
- 5 آذار / مارس - منح المندوب السامي البريطاني امتيازًا حصريًا لمدة 70 عامًا إلى بنحاس روتنبرغ من شركة الكهرباء الفلسطينية لإنتاج وتوزيع الطاقة الكهربائية باستخدام مياه نهر الأردن ونهر اليرموك (انظر شركة نهر الأردن الاولى للطاقة الكهرومائية)
- 1 أبريل - تشكيل قوة حدود شرق الأردن كحرس حدود شبه عسكري للدفاع عن الحدود الشمالية والجنوبية لمنطقة شرق الأردن.

### تواريخ غير معروفة
- تأسيس كيبوتس رمات دافيد.
- تأسيس موشاف بيت شعاريم على يد مجموعة من المهاجرين اليهود من يوغوسلافيا.
- تأسيس مستوطنة بييت فيغان الزراعية، والتي كانت في الأصل موجهة نحو اليهود الأرثوذكس.
- تأسيس موشاف كركور، إحدى الطائفتين الأصليتين للمزارعين اليهود الذين اجتمعوا في عام 1969 ليشكلوا برديس حنا كركور.

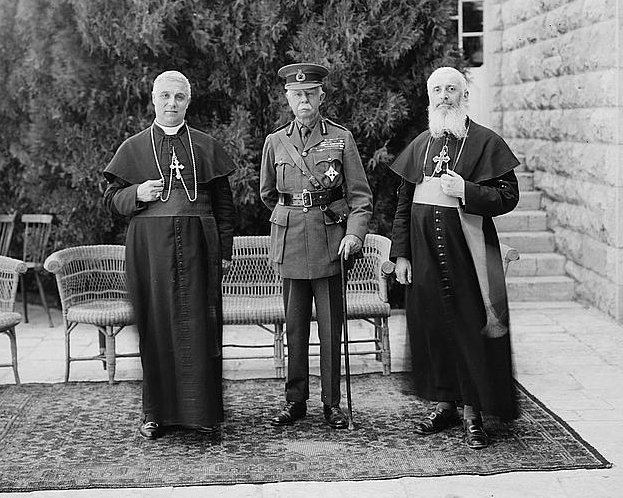
اللورد بلومر مع رئيس أساقفة نابولي والبطريرك اللاتيني، القدس 1926

## أبرز المواليد
- 10 كانون الثاني (يناير)- مسلم بسيسو مفكر وصحفي وسياسي عربي فلسطيني (توفي 2017).
- 10 كانون الثاني (يناير)- يوسف كريمرمان، سياسي إسرائيلي (توفي عام 1981).
- 17 كانون الثاني (يناير) - إسحاق مودعي، سياسي إسرائيلي (توفي عام 1998).
- 5 فبراير - أفنير شاكي، سياسي إسرائيلي (توفي عام 2005).
- 18 فبراير- مئير كوهين أفيدوف، سياسي إسرائيلي (توفي عام 2015).
- 5 آذار/مارس- شمعون تسبار، فنان ومؤلف وشاعر وكاتب عمود إسرائيلي في صحيفة "هآرتس" (توفي عام 2007).
- 8 مارس - موشيه ليتفاك، لاعب كرة قدم إسرائيلي ومدير (توفي عام 2012).
- 17 نيسان/أبريل- أهارون يادلين، مُربي وسياسي إسرائيلي (توفي عام 2022).
- 23 مايو- عاموس ديغاني، سياسي إسرائيلي (توفي عام 2012).
- 18 يونيو- أفشالوم حفيف، مقاتل إرجون وأحد أولي هاجاردوم (توفي عام 1947).
- 19 حزيران (يونيو)- مئير باعل، سياسي إسرائيلي وضابط في البلماح (توفي عام 2015).
- 20 حزيران (يونيو)- رحبعام زئيفي، جنرال إسرائيلي وسياسي ومؤرخ (توفي عام 2001).
- 22 يونيو - في ساريج، كاتب أطفال إسرائيلي (توفي عام 2012).
- 30 حزيران/يونيو- أوريل أوفيك كاتب أطفال إسرائيلي (توفي عام 1987).
- 17 تموز- شلومو موراج، أستاذ إسرائيلي في الجامعة العبرية في القدس (توفي عام 1999).
- 24 يوليو- تسفي دينشتاين، سياسي إسرائيلي (توفي عام 2012).
- 26 يوليو - مئير نكار، مقاتل من جماعة إرجون وأحد أولي هاجاردوم (توفي عام 1947).
- 2 آب/ أغسطس- جورج حبش، عربي فلسطيني مسيحي، مؤسس الجبهة الشعبية لتحرير فلسطين (توفي عام 2008).
- 4 آب - هليل عمر، شاعر وكاتب إسرائيلي (توفي عام 1990).
- 13 آب- حانوخ بارتوف، كاتب وصحفي إسرائيلي (توفي عام 2016).
- 24 آب- نسيم ألوني، كاتب مسرحي إسرائيلي (توفي عام 1998).
- 18 أيلول- إليعازر رفائيلي، أكاديمي إسرائيلي (توفي عام 2018).
- 28 أيلول- مردخاي هود، ضابط إسرائيلي، قائد سلاح الجو الإسرائيلي (توفي 2003).
- 29 أيلول - عاموس دي شاليط عالم الفيزياء النووية الإسرائيلي (توفي عام 1969).
- 5 أكتوبر- الجنرال الإسرائيلي أبراهام أدان (توفي عام 2012).
- 7 أكتوبر - يوري لوبراني، دبلوماسي إسرائيلي (توفي عام 2018).
- 23 تشرين الثاني (نوفمبر)- رافي إيتان، سياسي إسرائيلي وضابط مخابرات سابق (توفي عام 2019).
- 10 كانون الأول (ديسمبر) إلياهو فينوغراد فقيه إسرائيلي، قاضٍ بالإنابة في المحكمة العليا الإسرائيلية (توفي عام 2018).
- 26 كانون الأول - يوسف شابيرا، سياسي ومربي إسرائيلي (توفي عام 2013).
- 27 كانون الأول- إليكم شبيرا، قائد إسرائيلي (توفي 2014)
- التاريخ الكامل غير معروف
  - باروخ مزراحي- عربي المولد اعتنق اليهودية ومقاتل إرغون (توفي عام 1948).